# Marika Rökk

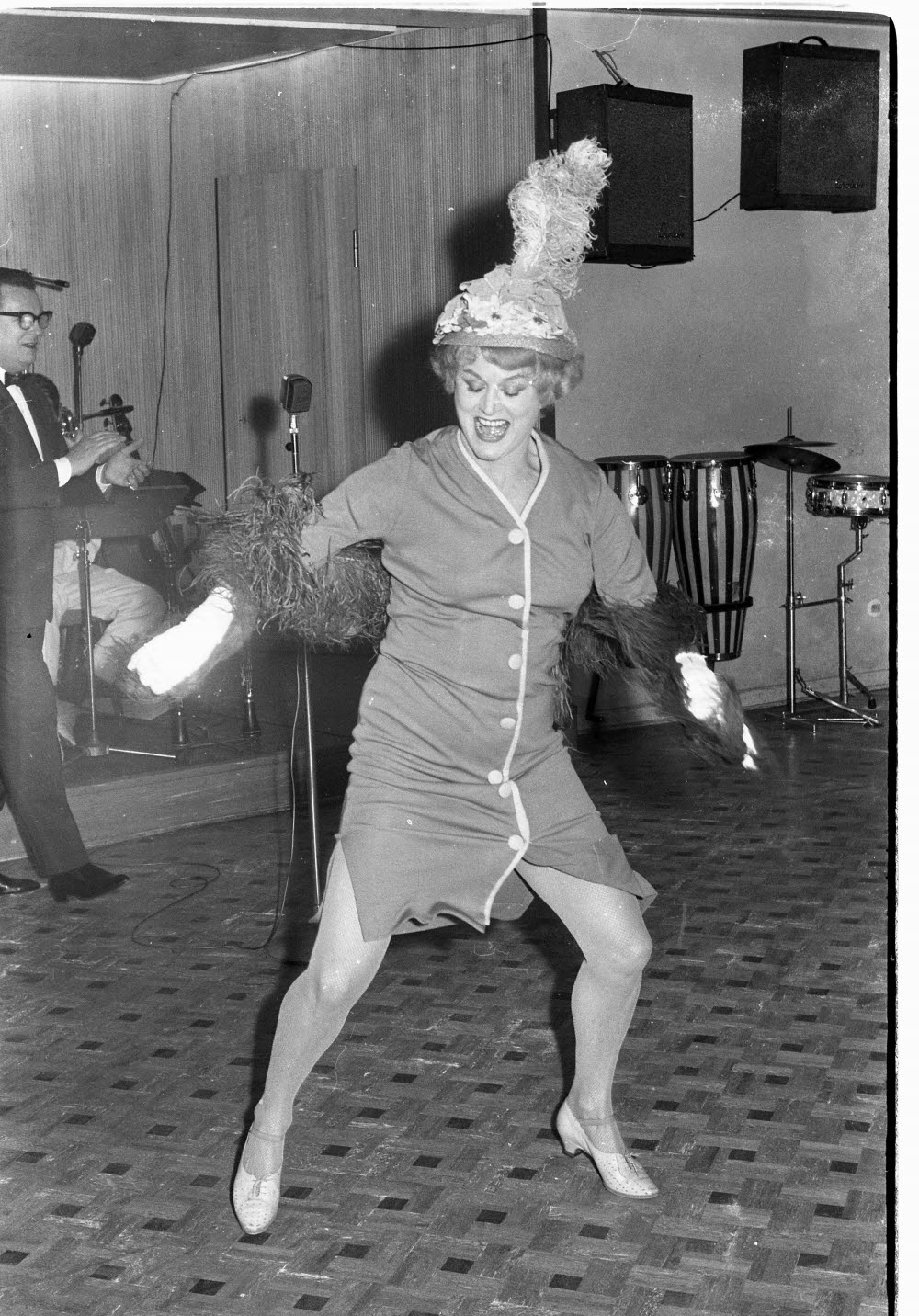
Marika Rökk 1963

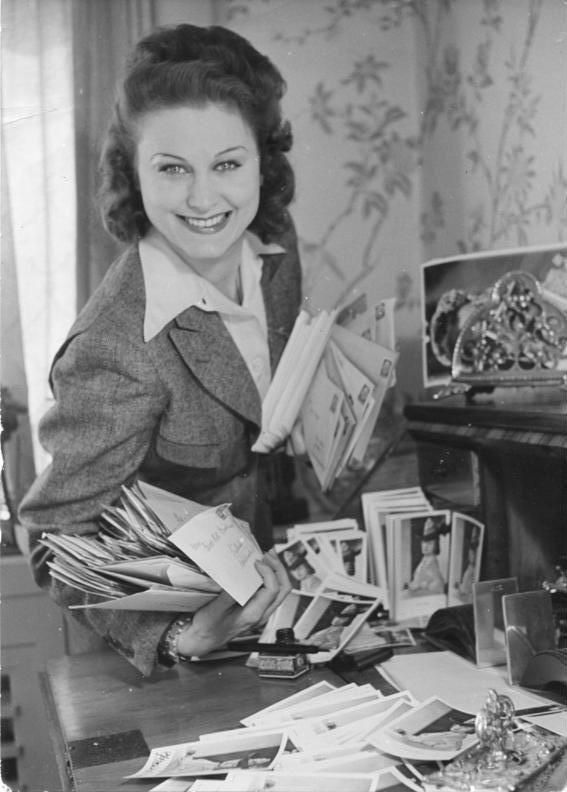
Marika Rökk, 1940

Marie Karoline „Marika“ Rökk (* 3. November 1913 in Kairo; † 16. Mai 2004 in Baden bei Wien) war eine deutsch-österreichische Filmschauspielerin, Sängerin und Tänzerin ungarischer Abstammung.

## Leben

### Kindheit und frühe Erfolge
Sie wurde als Marie Karoline Rökk, Tochter des ungarndeutschen Architekten und Bauunternehmers Eduard Rökk und seiner Ehefrau Maria Karoline Charlotte geb. Károly, in Kairo geboren. Die Familie lebte hier einige Zeit wegen der Gesundheit der Mutter. Aufgewachsen ist Marika Rökk in Budapest. Ihr Bruder Ede Rökk (1911–1990) war dreifacher ungarischer Fußballnationalspieler.

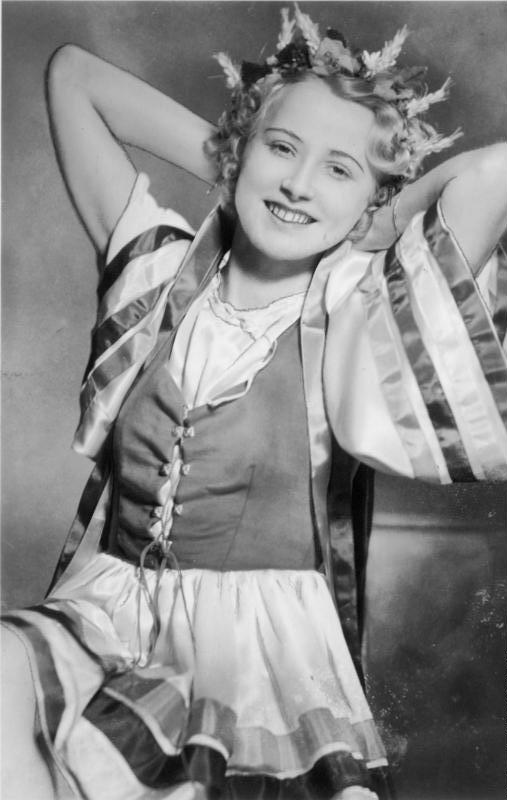
Marika Rökk Mitte der 1920er Jahre

Rökk erhielt sehr früh Tanzunterricht. 1924 zog sie mit ihrer Familie nach Paris. Sie setzte hier ihre Tanzausbildung bei der Exilrussin Rudkowska fort und trat erstmals in der Ballett-Gruppe Hoffmann Girls im Moulin Rouge als Tänzerin auf. Im nächsten Jahr folgten weitere Engagements am Broadway in New York und mehreren Städten der USA. Ende 1929 kehrte sie nach Europa zurück und trat als Tänzerin und Sängerin in Monte Carlo, Cannes, London, Paris und Ungarn auf. Nach erfolgreichen Auftritten als Revue-Tänzerin drehte sie ihren ersten Film 1930 in England.

### Durchbruch als Filmstar
1934 nahm die Universum Film (Ufa) Rökk unter Vertrag. Ihr erster deutscher Spielfilm war Leichte Kavallerie (1935; nach der gleichnamigen Operette Franz von Suppès) mit Heinz von Cleve, dem „schönen Mann der Ufa“. In Der Bettelstudent (1936), Gasparone (1937) und Hallo Janine (1939) bildete sie mit dem populären Schauspieler Johannes Heesters das neue Traumpaar des deutschen Revuefilms. Durch Filme wie Es war eine rauschende Ballnacht (1939; mit Zarah Leander) oder Kora Terry (1940) wurde sie zu einem der größten Filmstars ihrer Ära.
Die Ufa baute sie dabei bewusst zum Star auf, um sie den berühmten Schauspielern des amerikanischen Kinos entgegenzusetzen. So schrieb der Film-Kurier im Jahre 1939: „Etwas hat sie dabei der amerikanischen Konkurrenz voraus: den burschikosen Schalk im Nacken, den sprudelnden Charme und nicht zu vergessen: Paprika im Blut.“ 1939/41 spielte sie die Hauptrolle im ersten deutschen Farbfilm Frauen sind doch bessere Diplomaten und festigte so ihren Status als eine der führenden Berühmtheiten des deutschen Films. Ihre Filmschlager wie Ich brauche keine Millionen (aus Hallo Janine, 1939) oder In der Nacht ist der Mensch nicht gern alleine (Die Frau meiner Träume, 1944) wurden zu Evergreens.
Häufig folgten ihre Filme dabei einer einheitlichen Storyline, die so zu Rökks Markenzeichen wurde: Immer wieder spielte sie das zunächst verkannte Talent, das sich gegen alle möglichen Widrigkeiten durchsetzt und in einem großen Finale auf der Bühne schließlich einen Triumph feiert. Höhepunkt vieler ihrer Filme waren ebendiese großen Tanzszenen, die für ihre Zeit oftmals gewagt waren. So tanzt sie in Kora Terry im knappen Zweiteiler mit einer Schlange auf ihren Schultern – eine seltene Ausnahme im ansonsten eher bieder wirkenden Kino der NS-Zeit. Regisseur war meist ihr späterer Ehemann Georg Jacoby.

### Rolle im Dritten Reich
Marika Rökk arrangierte sich offen mit den nationalsozialistischen Machthabern. Sie duzte den Reichsfilmintendanten und SS-Führer Hans Hinkel und bewunderte Adolf Hitler, wie aus einem Brief an den Diktator hervorgeht:

„Wenn ich Sie, mein Führer, für ein paar Augenblicke erheitern und von Ihrer verantwortungsvollen Arbeit ein wenig ablenken konnte, so bin ich darüber unendlich stolz und glücklich.“

Sie stand 1944 in der Gottbegnadeten-Liste des Reichsministeriums für Volksaufklärung und Propaganda.
Nachdem der jüdische Filmproduzent und Regisseur Alfred Zeisler mit seiner Ehefrau Lien Deyers aufgrund drohender Verhaftung ins Ausland geflüchtet war, erwarb Marika Rökk dessen von den Nationalsozialisten beschlagnahmte Villa in Potsdam-Babelsberg und zog dort mit ihrem Ehemann ein. Der 1985 verstorbene Zeisler hatte nach eigenen Angaben „keinen Pfennig“ für die Villa erhalten. Rökk stellte nach der Wende einen Restitutionsantrag und schaltete einen Anwalt ein, um zu verhindern, dass die Villa der Jewish Claims Conference zugesprochen wird.
Wegen ihrer Tätigkeit in Propagandafilmen wie Wunschkonzert (1940) und angeblicher Spionage für die Nationalsozialisten wurde Marika Rökk zeitweilig nach dem Zweiten Weltkrieg ein Auftrittsverbot in Deutschland und Österreich erteilt. Zu dieser Zeit war es ihr nur möglich, Unterhaltungsabende für die amerikanischen Truppen zu veranstalten. 1947 wurde sie von dem Ehrengericht der Österreichischen Schauspielervereinigung rehabilitiert.

### Karriere in der Nachkriegszeit
Nach 1948 drehte Rökk weitere Spielfilme wie Die Csardasfürstin oder Bühne frei für Marika, wieder nach dem bewährten Rezept ihrer Ufa-Filmerfolge. In den beiden genannten Filmen stand ihr auch wieder ihr Traumpartner Johannes Heesters zur Seite. An ihre Glanzzeit des Ufa-Kinos konnte Rökk jedoch nicht mehr anknüpfen, galt jedoch dennoch als großer Publikumsliebling. Ihr 1950 entstandener Musikfilm Das Kind der Donau war der erste österreichische Farbfilm.
Mit großem Erfolg trat sie in den folgenden Jahrzehnten in Wien, Hamburg, München und vor allem Berlin in Revuen und Musicals auf. Besonders in der Titelrolle des Musicals Hello, Dolly! (1968) und in der Komödie Die Gräfin vom Naschmarkt (1978) feierte sie Späterfolge. Bis zu Beginn der 1960er spielte sie Hauptrollen in seichten Musik- und Revuefilmen, zuletzt öfters an der Seite von Peter Alexander. Bis 1986 war sie als Schauspielerin, Operettensängerin und Tänzerin aktiv. Ihre letzte Hauptrolle spielte sie 1986/87 in der Boulevard-Komödie Das Kuckucksei.
1970 hatte sie mit Eine Frau in unseren Träumen im ZDF ihre eigene Fernsehshow. 1975 trat Marika Rökk in der ersten ZDF-Gala zu Gunsten der Deutschen Krebshilfe mit dem Titel Treffpunkt Herz auf. Im gleichen Jahr trat sie auch in der damaligen größten ZDF-Show Musik ist Trumpf auf, die von Peter Frankenfeld von 1975 bis 1978 moderiert wurde.
Nach dem Zusammenbruch des kommunistischen Regimes in Ungarn tanzte und sang Marika Rökk 1992 mit großem Erfolg im Operettentheater Budapest als Gräfin Mariza, ebenso trat sie 1996 in einer ungarischen Fernsehproduktion der Operette auf. Ihre letzten Auftritte hatte sie im selben Jahr beim Frühlingsfest der Volksmusik mit Carmen Nebel, wo sie ein musikalisches Medley ihrer großen Erfolge zum Besten gab, und zwei Jahre später 1998 bei der Bambi-Verleihung, als der Burda Verlag ihr zum 85. Geburtstag den Ehrenbambi verlieh.
Rökk erhielt für ihre Leistungen mehrere Auszeichnungen. So war sie die erste Preisträgerin des Bambi, laut ihrer Aussage verdankt die Statuette ihren Namen ihrer Tochter Gabriele Jacoby.
Zwischen 1968 und 1972 trat sie auch in Werbespots für die Hautcreme Hormocenta auf.

### Privatleben

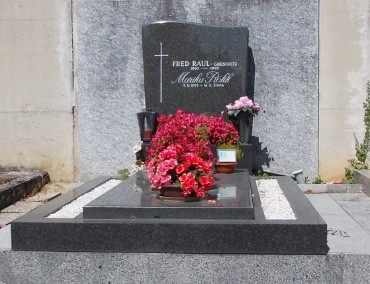
Grabstätte von Marika Rökk und Fred Raul

Verheiratet war sie seit 1940 mit dem Regisseur Georg Jacoby, mit dem sie eine Tochter, Gabriele Jacoby, hatte, und nach dessen Tod seit 1968 mit dem Schauspieler und Regisseur Fred Raul (1910–1985). Sie starb am 16. Mai 2004 im Alter von 90 Jahren an einem Herzinfarkt. Marika Rökk und ihr Gatte Fred Raul wurden auf dem Helenenfriedhof in Baden bei Wien beigesetzt.
In Baden bei Wien wurde ihr zu Ehren eine Straße benannt.
Marika Rökk wurde 1995 von der Organisation „BühnenReif – Internationale Gesellschaft zur Förderung von Theater, Musik und Kunst e. V.“ (Sparte: Unterhaltung & Musik) in Berlin zum Ehrenmitglied berufen.

## Nach ihrem Tod
Ihre Bedeutung in der Zeit des Nationalsozialismus wurde im Jahr 2010 vom ORF in der elften Folge der fünfzehnteiligen Serie Der Zweite Weltkrieg behandelt. Die ORF-Redaktion Zeitgeschichte erhielt für die Serie den Special Euro Media Award.
Zum 100. Geburtstag der Künstlerin fand die weltweit einzige Jubiläumsgala am 3. November 2013 im Operettentheater Budapest vor ausverkauftem Haus mit internationalen Stargästen (unter anderem Gabriele Jacoby, Johannes von Duisburg, Heiko Reissig, Mario Zeffiri), Solistenensemble, Chor, Ballett und Orchester statt.

## Filmografie

### Kino
- 1930: Why Sailors Leave Home
- 1930: Kiss me Sergeant
- 1932: Csókolj meg, édes!
- 1933: Kísértetek vonata
- 1935: Leichte Kavallerie
- 1936: Heißes Blut
- 1936: Der Bettelstudent
- 1937: Gasparone
- 1937: Und du mein Schatz fährst mit
- 1937: Karussell
- 1938: Eine Nacht im Mai
- 1939: Es war eine rauschende Ballnacht
- 1939: Tanzendes Herz (unvollendet)
- 1939: Vadrózsa
- 1939: Hallo Janine
- 1939/41: Frauen sind doch bessere Diplomaten
- 1940: Kora Terry
- 1940: Wunschkonzert (Gesangsauftritt)
- 1940: Zirkusblut (unvollendet)
- 1941: Tanz mit dem Kaiser
- 1942: Hab’ mich lieb!
- 1944: Die Frau meiner Träume
- 1948: Fregola
- 1950: Das Kind der Donau
- 1951: Die Csardasfürstin
- 1951: Sensation in San Remo
- 1953: Die geschiedene Frau
- 1953: Maske in Blau
- 1957: Nachts im Grünen Kakadu
- 1958: Bühne frei für Marika
- 1959: Die Nacht vor der Premiere
- 1960: Mein Mann, das Wirtschaftswunder
- 1961: Heute gehn wir bummeln
- 1962: Die Fledermaus
- 1962: Hochzeitsnacht im Paradies
- 1988: Schloß Königswald

### Fernsehen (Auswahl)
- 1972: Die Schöngrubers (Fernsehserie in 13 Folgen)
- 1973: Der letzte Walzer (Fernsehfilm)
- 1980: Die Gräfin vom Naschmarkt (Musical)

## Diskografie (Auswahl)
- 1938: Eine Insel aus Träumen geboren (Peter Kreuder / Hans Fritz Beckmann) aus dem Tonfilm In einer Nacht im Mai, mit Begleitorchester, Telefunken
- 1939: Sag’ mir schnell „Gut’ Nacht“ (Willi Kollo) aus dem Film Besuch am Abend, mit Begleitorchester unter Leitung von Michael Jary, Telefunken Nr. A 2920
- 1939: Ich brauche keine Millionen (Peter Kreuder / Hans Fritz Beckmann) aus dem Revuefilm Hallo Janine, mit Begleitorchester, Telefunken
- 1941: Wenn ein junger Mann … (Franz Grothe / Willi Dehmel) aus dem Tonfilm Frauen sind doch bessere Diplomaten, großes Tanzorchester unter Leitung von Michael Jary, Gesang: Marika Rökk, Telefunken Nr. A 10066
- 1940: Für eine Nacht voller Seligkeit (Peter Kreuder / Günther Schwenn) aus dem Tonfilm Kora Terry, mit Orchester Frank Fux, Telefunken Nr. A 10260
- 1941: Frühling in Wien (Franz Grothe) aus dem Tonfilm Tanz mit dem Kaiser, mit Orchester unter Leitung von Franz Grothe, Telefunken Nr. A 10394
- 1944: In der Nacht ist der Mensch nicht gern alleine (Franz Grothe / Willi Dehmel) aus dem Tonfilm Die Frau meiner Träume, Begleitorchester: Theo Nordhorn und seine Solisten, Austroton Nr. W 6028

## Bühnenproduktionen

### Operette
- 1966: Maske in Blau
- Die Blume von Hawaii
- 1983/84: Ball im Savoy
- 1992: Gräfin Mariza

### Musical
- 1968: Hello, Dolly!
- 1978: Die Gräfin vom Naschmarkt
- Die kluge Mama (musikalisches Lustspiel)

### Boulevardkomödie
- 1986/87: Das Kuckucksei am St. Pauli Theater[9]

## Auszeichnungen
- 1941: Ehrenkreuz des Ungarischen Roten Kreuzes
- 1948: Bambi
- 1968: Bambi
- 1981: Deutscher Filmpreis: Filmband in Gold für langjähriges und hervorragendes Wirken im deutschen Film
- 1983: Ehrenmedaille der Bundeshauptstadt Wien in Gold
- 1987: Bambi
- 1987: Bayerischer Filmpreis (Darstellerpreis)
- 1990: Bambi
- 1996: Ehrenmitglied der Europäischen Kulturwerkstatt e. V. (EKW)
- 1998: Ehren-Bambi

## Schriften
- mit Elvira Reitze: Herz mit Paprika. Erinnerungen. Universitas, Berlin 1974. Neuausgabe: Ullstein, Frankfurt am Main 1993, ISBN 3-548-22543-8.
- mit Ursula Meyer: Marika Rökk. Edition Art-Wings, München 1999, ISBN 3-00-004678-X (Bildband).